# Bob Sedergreen

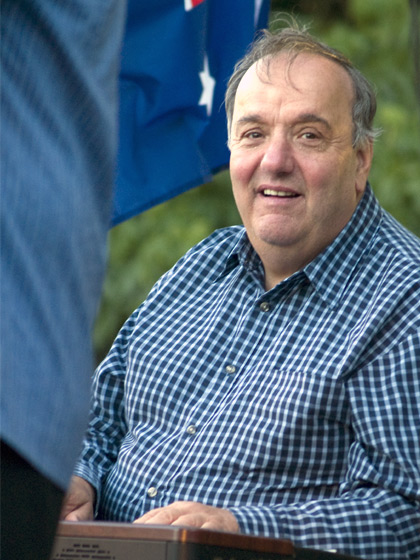
Bob Sedergreen (2007, Foto: Mandy Hall)

Robert „Bob“ Sedergreen (* 24. August 1943 in Akkon, Palästina) ist ein australischer Jazzpianist.

## Leben und Wirken
Sedergreen wuchs teilweise in London, seit 1951 in Australien auf. Nach dem Besuch der Armadale State School und des Haileybury College arbeitete er als Musiker. Von 1962 bis 1970 war er Mitglied des Quartetts von Fred Bradshaw; dann spielte er im Ted Vining Trio (1971–72), bei Alan Lees Plant (1973), sowie in Combos von Brian Brown. Dann leitete er eigene Gruppen. In den 1980er Jahren gehörte er zum Australian Jazz Ensemble, zu Onaje sowie zu Peter Gaudions Blues Express und zu Blues on the Boil. Er arbeitete weiterhin mit Don Burrows, Jimmy Witherspoon, Nat Adderley, Dizzy Gillespie und Milt Jackson zusammen und tourte auch international.
Als Musikpädagoge lehrte er am Victorian College of the Arts und an der University of Melbourne. 2007 publizierte er seine Autobiographie, Hear Me Talking to Ya (Melbourne Books).

## Preise und Auszeichnungen
Sedergren erhielt 1990 den Inaugural Jazz Award als Australiens bester Keyboarder. 2006 wurde er als erster Musiker überhaupt mit dem Kenneth Myers Medallion für seine Beiträge zur Kunst ausgezeichnet. 2008 erhielt er den wichtigen australischen Musikpreis Don Banks Music Award.

## Diskographische Hinweise
- For Elvin (Live) – Ted Vining Trio
- Unanimity – Tony Gould & Bob Sedergeen